# کتابخانه ملی دانشگاهی ایسلند
کتابخانه ملی دانشگاهی ایسلند (به لاتین: National and University Library of Iceland) یک کتابخانه ملی در ایسلند است که در ریکیاویک واقع شده است. این کتابخانه با حدود یک میلیون کتاب و اسناد مختلف در مجموعه‌های مختلف، بزرگترین کتابخانه ایسلند است. بزرگترین مجموعه کتابخانه، مجموعه ملی است که تقریباً تمام آثار مکتوب منتشر شده در ایسلند و موارد مرتبط با ایسلند منتشر شده در جاهای دیگر را در بر می‌گیرد. این کتابخانه اصلی‌ترین کتابخانه رسمی قانونی در ایسلند است. این کتابخانه همچنین دارای یک مجموعه نسخه‌های  خطی بزرگ با نسخه‌های خطی مدرن و مدرن اولیه و مجموعه‌ای از موسیقی منتشر شده ایسلندی و سایر صداها (سپرده قانونی از سال ۱۹۷۷) است. این کتابخانه بزرگترین مجموعه آکادمیک در ایسلند را در خود جای داده است که اکثر آنها را می‌توان برای استفاده خارج از سایت توسط دارندگان کارت‌های کتابخانه قرض گرفت. دانشجویان دانشگاه کارت‌های کتابخانه را به صورت رایگان دریافت می‌کنند، اما هر کسی می تواند با هزینه اندکی کارت دریافت کند. کتابخانه برای دسترسی عموم باز است.

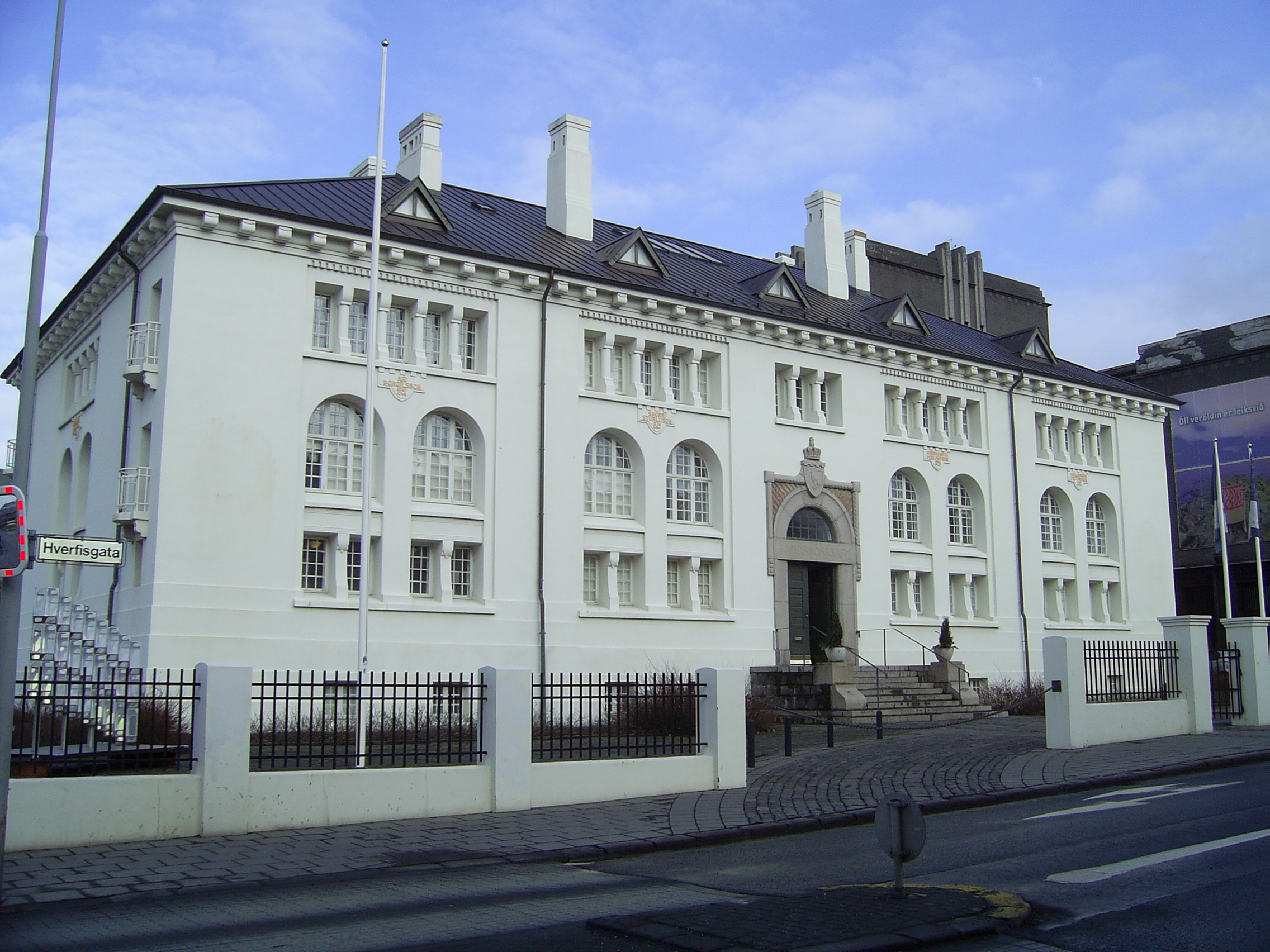
موزه ایسلند، جایی که کتابخانه ملی ایسلند از سال ۱۹۰۸ تا ۱۹۹۴ در آنجا بود.